# Lijst van rassen uit Star Wars (K-O)
Dit is een lijst van rassen uit de Star Warsfilmserie met een beginletter in de reeks K tot en met O.

## Kaadu
De Kaadu is een fictieve diersoort van de planeet Naboo en is een amfibieachtig dier dat 2,24 meter hoog kan worden. Ze lopen op twee lange steltachtige benen met aan elke poot drie tenen. Hierdoor kunnen ze uitstekend rennen en zwemmen. De Kaadu hebben geen voorste ledematen en kunnen niet vliegen. Ze hebben wel een korte staart die meer lijkt op een stompje. Hierdoor kan de Kaadu in evenwicht blijven, omdat ze een lange nek hebben. Ze hebben korte sterke tanden waarmee ze zich kunnen verdedigen. 
De Kaadu wordt net zoals de Fambaa gebruikt door de Gungans. Ze worden gebruikt voor in het leger om zo soldaten snel te verplaatsen. 
De Kaadu komt voor in Star Wars: Episode I: The Phantom Menace.Hier worden talloze Kaadu ingezet die gingen vechten tegen het leger van de Trade Federation. Kolonel Roos Tarpals reed ook op een Kaadu net zoals Jar Jar Binks, nadat hij aangesteld was als Generaal.

## Kaleesh
De Kaleesh zijn een nomadisch ras van de planeet Kalee. Ze zijn politiek neutraal. Ze zien eruit als reptielen met een rood/bruine huid. Ze bedekken vrijwel hun hele lichaam ter bescherming tegen de intense zon van hun planeet. Alleen hun viervingerige klauwen zijn zichtbaar.
De Kaleesh waren lange tijd in oorlog met de Huk. Omdat de Galactische Republiek de Huk hielp, werden de Kaleesh lid van de Separatisten. Eén van de Kaleesh, Qymaen jai Sheelal, veel beter bekend als Generaal Grievous, liet zich ombouwen tot cyborg en werd een gevreesde militaire leider.

## Kaminoaan
Grote, dunne aliens met een bleke huid, afkomstig van de planeet Kamino. Hun grootste kenmerk zijn hun lange nekken. Mannen hebben ook een uitsteeksel achter op hun hoofd. Sinds een natuurramp op hun planeet kunnen ze zich enkel nog voortplanten via klonen. De Kaminoanen zijn naïef. Dankzij Darth Tyranus werden alle sporen van de planeet Kamino gewist uit de Jedi-archieven.
De Kaminoanen gebruikten hun techniek op het gebied van klonen om de Clone Troopers te maken die de Galactische Republiek hielpen in de Kloonoorlogen. Dit was te zien in Star Wars: Episode II: Attack of the Clones.

## Kel Dor
De Kel Dor, soms ook gespeld als Kel Dorians, komen van de technologische planeet Dorin. Ze hebben maskers nodig om zich te beschermen tegen zuurstofrijke atmosferen, en om hun zeer gevoelige ogen te beschermen tegen licht. Ze staan bekend om hun Force sages, de Baran Do. De bekendste Kel Dor is Jedi Meester Plo Koon.

## Kiffar
De Kiffar zijn een bijna menselijk ras uit het Azurbani systeem. De Jedi Meester Quinlan Vos was een Kiffar.
Het ras heeft een donkere huid en lang dik haar, dat meestal in dreadlocks wordt gedragen. Een op de 100 Kiffars erft een psychometrisch talent om de geschiedenis van een voorwerp te “zien” door het enkel aan te raken. Hun sterkste leden vormen een orde bekend als de “bewakers”.

## Kitonak
Kitonaks zijn witte dikke aliens van de planeet Kirdo III. Ze hebben een sterke huid die hun kwetsbare openingen kan afsluiten. Dit stelt hen in staat te overleven in de woestijnen van Kirdo. Ze hebben ook dubbele organen, waaronder twee paar longen.
Kitonaks zijn erg geduldig, en haasten zich nooit. Dit maakt het voor hen mogelijk op chooba’s te jagen, die hun primaire voedsel vormen. In gesprekken zijn ze echter zeer traag met het beantwoorden van vragen. Ze hebben twee tenen en drie vingers, en eten 1 keer per maand.

## Klatooinian
Klatooinians komen van de planeet Klatooine. Toen de Hutts een oorlog voerden tegen Xim de Despot, vroegen ze de Klatooinian om hulp. De Klatooinians dachten dat het een heilige oorlog was, en tekenden een contract waardoor ze voorgoed slaven werden van de Hutts. Zelfs jaren na de oorlog dienen ze de Hutts nog steeds. In de Mandalorian komen er nog een aantal voor.

## Kobok
Kobok waren een insectachtig ras dat op de planeet Roon woonde. Ze hebben twee oranje ogen en drie vingers. Een van hen, Gaff, was lid van de New Republic.

## Kowakian-aap-hagedissen
De Kowakian-aap-hagedissen zijn aaseters van de planeet Kowak. Ze zijn klein met snavelachtige monden en grote oren. Ze worden geboren als larven. Ze “lachen” veel daar dit geluid op hun thuisplaneet gebruikt wordt om roofdieren af te schrikken. In gevangenschap worden ze niet samen met andere wezens geplaatst omdat hun gelach voor de meeste soorten te hard is.

## Krayt-draak
De Krayt-draak is een tien meter grote carnivoor die voor komt op Tatooine. Het zijn reptielachtige wezens waarvan in Star Wars: Episode IV: A New Hope een skelet van de soort is te zien en het gebrul te horen dat de zandmensen laat schrikken.

## Kubaz
De Kubaz zijn insectenetende aliens die dienden als informaten van het Galactische Keizerrijk. Een van de Kubaz was Garindan, die Imperial Stormtroopers naar de robots C-3PO en R2-D2 bracht op Tatooine.

## Kurtzen
De Kurtzen zijn bleke, haarloze humanoïden van de planeet Bakura. Ze zijn de enige intelligente, oorspronkelijke bewoners van de planeet. Derhalve zijn ze met veel minder dan de mensen, die later op de planeet kwamen wonen.

## Kushiban
Kushiban zijn kleine konijnachtige wezens die wonen op Kushibah. Ze hebben grote zwarte ogen, hangoren en een lange staart. Ze kunnen zowel op alleen hun achterpoten als op alle vier hun poten lopen. Hoewel ze eruitzien als gewone huisdieren, zijn het intelligente wezens met een complexe cultuur. Ze kennen zowel een gesproken als geschreven taal, en zijn bedreven op het gebied van technologie. Op hun achterpoten staand zijn ze ongeveer 0,5 meter hoog. De bekendste Kushiban is de Jedi Meester Ikrit.

## Kwa
De Kwa waren een oud ras dat op de planeet Dathomir woonde. Ze maakten de Star Tempels en de Infinity Gate op Dathomir ergens rond 100,000 BBY. Niemand weet precies wat er met het ras is gebeurd, maar er zijn geruchten dat ze zijn gedevolueerd in de primitieve Kwi.

## Kwi
Een primitief ras van de planeet Dathomir. Volgens de geruchten zijn de Kwi de gedevolueerde Kwa. In 31 BBY werden veel Kwi afgeslacht door de Nightsisters of Dathomir in een poging om de kracht van de Infinity Gate te verkrijgen.

## Latter
De Latter zijn een ras van grijze krijgers. Hun huid bestaat uit een natuurlijk pantser. Ze wonen op de planeet Mimban.

## Lepi
De Lepi zijn een ras van konijnachtige aliens die op twee poten lopen. Ze waren een carnivoor ras, gekenmerkt door hun vele verschillende vachtkleuren. Ondanks hun uiterlijk waren ze technologisch zeer geavanceerd en koloniseerden ze zelfs andere planeten. Lepi kunnen zich razendsnel voortplanten.

## Letaki
De Letaki zijn een ras met eivormige hoofden en tentakels. Hun bekendste voorbeeld is Evar Orbus.

## Massassi
De Massassi waren een oud primitief krijgersras dat werd onderdrukt door de Sith. Ze werden naar Yavin 4 gebracht door de Sith Lord Naga Sadow, die op de vlucht was voor de republiek en de Jedi. Oorspronkelijk waren de Massassi een rood humanoïde ras, maar Naga Sadows genetische experimenten veranderden hen in gebochelde roofdieren. Desondanks vereerden de Massassi Naga Sadow als een god, en bouwden grote tempels om hem te eren. Ze stierven uit toen Exar Kun het leven uit elke Massassi zoog zodat hij zijn ziel kon bevrijden uit zijn lichaam.

## Melodie
De Melodies zijn een amfibisch humanoïde ras dat woont in Yavin 8’s paarse bergen, meren en rivieren. Ze verschenen in het tweede boek van de Junior Jedi Knights serie. Melodies komen uit eieren, en leven dan korte tijd aan land. Wanneer ze volwassen worden, ondergaan ze een ritueel waarna ze niet langer op het land kunnen leven.

## Mensen
De mensen zijn het meest voorkomende ras in het Star Wars-sterrenstelsel. Ze zijn fysiek identiek aan Aardse mensen, behalve dat ze net als alle wezens in het Star Wars-sterrenstelsel worden geboren met midi-chlorians in hun lichaam. Mensen hebben al duizenden jaren geleden vele planeten gekoloniseerd. Als gevolg daarvan weet eigenlijk niemand meer zeker van welke planeet de mens oorspronkelijk kwam.
Het merendeel van alle belangrijke personages in de Star Wars films is mens, zoals Luke Skywalker, Anakin Skywalker/Darth Vader, Leia Organa, Han Solo, Darth Sidious, Obi-Wan Kenobi en Mace Windu.

## Mimbanite
Een buitenaards ras van de planeet Circarpous V. Ze zijn gerelateerd aan de Coway. Toen het keizerrijk de planeet overnam, werden de Mimbanite niet als geschikt gezien voor slavenarbeid.

## Miraluka
Een buitenaards ras dat qua uiterlijk vrijwel identiek is aan mensen. Het enige verschil is dat ze geen ogen hebben en dus niet kunnen zien zoals mensen dat doen. Ze verbergen het feit dat ze geen ogen hebben vaak door een hoofdband of masker te dragen. Miraluka zijn van nature bedreven in het gebruik van de Kracht, en gebruiken deze om te zien.
De thuisplaneet van de Miraluka is Alpheridies. Een bekende Miraluka is de voormalige Sith Visas Marr, en de Dark Jedi Jerec.

## Mirialan
De Mirialan komen van de planeet Mirial. Ze hebben pure oogkleuren en een huidskleur die varieert van bleek tot donker. Ze dragen altijd hoeden om de organen op hun hoofd te beschermen. Jedi Meester Luminara Unduli en haar Padawan Barriss Offee zijn beide Mirialans.

## Mon Calamari
De Mon Calamari zijn een amfibisch ras van de planeet Dac (door mensen "Mon Calamari" genoemd). Ze zijn humanoïde, en ongeveer 1.7 meter hoog. Hun huidskleur verschilt per individu, maar veel geziene kleuren zijn blauw, groen en paars. Ze hebben een inktvisachtige kop met grote ogen. Ze leven voornamelijk aan land, maar altijd in de buurt van water. Indien nodig kunnen ze ook onder water ademen.
Gedurende de kloonoorlogen vochten de Mon Calamari mee met de Galactische Republiek, en tijdens de burgeroorlog met de rebellen. Vooral vanwege hun vakmanschap op het gebied van het bouwen van ruimteschepen waren de Mon Calamari een grote aanwinst voor de rebellen. Een van de bekendere Mon Calamari genaamd Quarrie ontwierp de B-Wing.

## Mott
De Motts zijn een kleine herbivoren gelijkend op een kruising tussen nijlpaarden en everzwijnen. Ze komen voor aan de graslanden en oevers van de moerassen op Naboo.

## Nuna
De 'Nuna zijn kleine omnivoren gelijkende op kalkoenen met een kikkerkop. Ze hebben twee poten en twee zijwaartse uitsteeksels die voormalige vleugels zouden kunnen zijn. Ze komen voor op Naboo.

## Mustafarian
Mustafarians zijn inwoners van de planeet Mustafar. Ze hebben een leren huid met een cape. Er is niet veel over ze bekend daar ze in afzondering leven. Ze dragen ter verdediging lasergeweren bij zich, en kunnen goed tegen extreme hitte. Mustafarians leven van de mijnbouw.

## Muun
Een dun, lang ras van de planeet Muunilinst. Muuns hebben een witte huid. Hun lichaam is lang en dun met ditto-hoofd. Ze houden niet van reizen en blijven meestal binnen.
Een bekende Muun was Darth Plagueis, de sith die Palpatine trainde.

## Mynock
De mynock is een 1,6 meter lange soort die voorkomt in de Asteroïdengordel rond de planeet Hoth. Mynock zuigen zich vast met hun zuigmond op schepen. Ze brengen hierdoor schade aan. In Star Wars: Episode V: The Empire Strikes Back moeten piloten regelmatig hun schepen controleren op mynocks.

## Mynyrsh
Een vierarmige alien met een kristalachtige huid. Woont op de planeet Wayland.

## Nagai
De Nagai zijn aliens met een bleke huid en zwart haar. Ze wonen op de planeet Nagi, voorbij de grens van de oude Republiek en het keizerrijk. Ze stonden aanvankelijk bekend als "Knives". Ze zijn de natuurlijke vijanden van de Tof.

## Nautolan
Nautolans zijn amfibische humanoïden met een groene huid, en een met cartilage versterkt skelet. Hun ogen doen denken aan die van een haai. In plaats van haar hebben ze groene uitsteeksels op hun hoofd. Hun thuisplaneet is Glee Anselm, een planeet vol moerassen, meren en zeeën.
Nautolans reflecteren altijd de stemming om hen heen. Als ze worden geconfronteerd met woede en agressie, reageren ze zelf ook zo. Indien men ze daarentegen beschaafd en vriendelijk benadert, zijn ze altijd wel bereid te helpen.
De Jedimeester Kit Fisto was een Nautolan.

## Neimoidian
Neimoidian is een volk dat worden gemanipuleerd door de Sith Meester Darth Sidious. Ze zijn de meest geziene schurken in de film The Phantom Menace. Ze zijn de nakomelingen van de Duros-kolonisten die op Neimoidia landen in het jaar van de Galactische Republiek. Ze laten anderen fysiek werk voor hen doen. In The Phantom Menace zijn de Neimoidians een machtig ras dat aan het hoofd staat van de Trade Federation. In Star Wars: Episode II: Attack of the Clones sluiten ze zich aan bij de afscheidingsbeweging (separatisten) van Graaf Dooku die zich met andere organisaties en planeten wil afscheiden van de Galactische Republiek. In Star Wars: Episode III: Revenge of the Sith worden de Neimoidianen afgeslacht door Darth Vader, samen met de andere separatistenleiders van de Confederatie van Onafhankelijke Systemen.
Volgens andere rassen in het sterrenstelsel zijn Neimoidians corrupt, en met name na de Slag om Naboo. Ze gebruiken graag leugens en manipulatie om hun zin te krijgen. De Neimoidiaanse cultuur kent een sterke hiërarchie. In gevechten gebruiken ze Battle Droids, die bestuurd worden door een centrale computer.
Ze hebben een gezicht dat lijkt op dat van een amfibie en rode ogen.
Enkele Neimoidianen zijn; Nute Gunray (De onderkoning van de Handelsfederatie), Rute Gunnay (adjudant van de Handelsfederatie), Lott Dod (Senator van de Handelsfederatie in de Galactische Senaat).

## Nelvaanian
Nelvaanians zijn een ras van hondachtige humanoïden met een blauwe vacht, te zien in seizoen 3 van de animatieserie Star Wars: Clone Wars. Ze wonen op de planeet Nelvaan in de buitenste ring van het sterrenstelsel. Al hun krijgers waren gevangen door Techno-Union wetenschappers, en werden door hen gemuteerd tot een soort olifantachtige wezens met een laserkanon als linkerarm. Ze werden gered door Anakin Skywalker.

## Neti
De Neti waren een ras van boomachtige wezens van de planeet Rykk. Jedimeester Ood Bnar was een Neti.

## Nikto
De Nikto’s waren inwoners van de planeet Kintan. Door de ontploffing van een nabijgelegen ster, maakte de evolutie van het ras een sprong voorwaarts en ontstonden er vijf subrassen: Kajain'sa'niktos (Rode Niktos, wonend in de woestijn); Kadas'sa'niktos (Groene Niktos, wonend in de bossen); Esral'sa'niktos (berg Niktos); Gluss'sa'Niktos (Bleke Niktos, wonend aan de kust); M'shento'su'nikto (Zuidelijke Niktos).
Toen de Hutts in oorlog waren tegen Xim de Despot, zochten ze hulp op andere planeten. Net als de Klatooinian lieten de Nikto’s zich vertellen dat het een heilige oorlog was, en werden voorgoed slaven van de Hutts. Veel Nikto’s worden gezien in dienst van Jabba de Hutt in de film “Return of the Jedi”.

## Noghri
De Noghri zijn een primitief ras. Ze hebben een staalgrijze huid en zijn zeer bedreven sluipschutters en huurmoordenaars. Ze lijken qua cultuur sterk op de Wookiee.
De Noghri komen van de planeet Honoghr. Door toedoen van de Trade Federation werd de planeet vergiftigd. Darth Vader bood later aan te helpen de planeet te herstellen, als de meeste mannelijke Noghri zouden dienen als persoonlijke huurmoordenaars voor Keizer Palpatine.
De Noghri bleven in dienst van het keizerrijk tot na de dood van Palpatine.
De Noghri speelden een grote rol in de Thrawn trilogy van boeken.

## Ogemite
De Ogemite zijn een bijna menselijk ras van de planeet Ogem. Ze hebben een gele huid en kort blond haar dat doet denken aan veren.

## Omwati
Hoewel de Omwati geen tak van de mensheid zijn, zijn de verschillen tussen de twee rassen niet echt groot. De Omwati hebben een ietwat blauwige huidskleur en hun ogen zijn meestal blauw of zwart. Het formaat van een volwassen Omwati is gelijk aan dat van een volwassen mens. Hun grootste kenmerk is hun haar, dat doet denken aan kleine veren.

## Ongree
De Ongree zijn een bizar uitziend ras van uit het Skustell Cluster. De Jedi Pablo-Jill was een Ongree.

## Ortolan
Ortolans zijn blauwe wezens die qua uiterlijk doen denken aan olifanten. Een voorbeeld is Max Rebo, hoofd van een band die werd ingehuurd door Jabba de Hutt in Return of the Jedi. Ze hebben een liefde voor voedsel en muziek.

## Oswaft
Grote rogachtige wezens die werden gezien door Lando Calrissian tijdens zijn vroege avonturen in de buitenste ring van het sterrenstelsel. Ze wonen in een nevel genaamd de ThonBoka. Ze kunnen overleven in de ruimte, en zelfs uit zichzelf korte tijd door hyperspace reizen.